# 白老站
白老站（日语：／ Shiraoi eki */?）是北海道旅客鐵道室蘭本線的一個鐵路車站，位於日本北海道白老郡白老町，車站編號為H23，現時為特急及普通列車停車站，大部份的「北斗」及全部「鈴蘭」均停靠，本站除是白老町的中心車站，也因為位處苫小牧市及登別市的近郊區域，普通列車的班次亦相對較多。
由本站起一直至沼之端站的一段長28.7公里的路段皆為直線路段，是現時日本國內最長距離的直線鐵路路段。
站名源自阿伊努語的「siraw-o-i」，意思是虻很多的地方。

## 車站結構

### 站房
以木建成的單層式站房1座，於1987年重建，站內設有白老町觀光中心及附設綠窗口的票務中心，由北海道JR服務網絡有限公司職員作委託營運。整個站房的擁有權歸白老町政府所有。
由於北海道廳於本站附近興建了全新的旅遊景點「民族共生象徵空間」，包括了「國立阿伊努民族博物館」、「國立民族共生公園」及其他周邊設施，預計使用本站的人數將會增加，因此於2018年9月公佈了改善工程計劃，把現時的車站設備提升及更新，包括於站舍左側興建新的洗手間、以及興建一條全新的有蓋行人天橋，既作為連接車站南、北兩端的地區（稱為「南北自由通道」）的通道、也是站內連接月台之間的新通道，並加設了兩部升降機以滿全無障礙通道的要求，以及重新規劃車站廣場一帶的用地。站房方面，除了翻新外牆外，也把在原來置於閘口前的手動掛牌式列車到站提示板，改為採用液晶顯示器顯示最近班次，以及於觀光中心內增設展示攤位。
隨着新天橋於2020年3月14日起投入使用，位於車站東邊的原有站內跨線天橋及站外連接南北兩端的露天行人天橋也隨之被封閉，等待拆卸。

### 月台
設有側式月台及島式月台各1個，共提供2面3線的配置。月台總長度約為180公尺，1號月台為側式月台，是前往東室蘭站、函館站等的上行列車的候車月台，2、3號月台為島式月台，為前往苫小牧站、札幌站等下行列車的候車月台，當中2號月台為主線道，3號月台為客運列車的避車處。至於貨物列車則會使用位於1、2號月台中間的專用路軌避車。另外，位於站房旁邊仍遺留了舊貨物列車車廂停泊側軌，而3號月台外側亦有1條已截斷的側線路軌。
作為車站改善工程的一部份，部份下行月台的地台加高了20公分，以容許編成較長的「北斗」列車到站時，在較遠離站房的車廂下車的乘客較為方便。
| 月台 | 路線       | 方向 | 目的地                       |
| ---- | ---------- | ---- | ---------------------------- |
| 1    | ■ 室蘭本線 | 上行 | 萩野、東室蘭、室蘭、函館方向 |
| 2、3 | ■ 室蘭本線 | 下行 | 苫小牧、札幌方向             |

## 歷史
- 1892年8月1日：北海道炭礦鐵道由岩見澤站伸延至室蘭站，本站作為中途站開業[5][6]。
- 1906年10月1日：北海道炭礦鐵道國有化。
- 1917年：本站至白老川（日语：白老川）間的運砂專用線道敷設[7]
- 1934年12月：站房改建，第2代站房投入使用[8]。
- 1968年：白老川運砂專用線道停用。
- 1969年11月：跨線橋建成使用[8]。
- 1982年11月15日：貨物提取服務中止。
- 1984年：

- 2月1日：手提行李提取服務中止。

- 3月：白老川運砂專用線道殘餘路軌全數拆去。

- 4月1日：業務委託化。

- 1987年：

- 4月1日：：國鐵分割民營化，車站的營運由JR北海道繼承。
- 9月1日：第2度站房改建，第3代站房啟用。

- 2003年：站房內增設小賣店[9]。
- 2008年：小賣店轉手[10]。
- 2020年：

- 3月14日：因應民族共生象徴空間開業，加設副站名「Upopoi民族共生象徴空間前」。同日起大部份特急「北斗」加停本站。新跨線橋及自由通道等部份改善工程完工投入使用。。
- 4月1日：白老町觀光詢問處開業。
- 7月12日：位於橋上的臨時閘口正式投入使用。原本定於4月24日投入使用，但因為2019冠狀病毒病疫情而延後。

## 使用人數
資料取自白老町統計書。
| 年度   | 1日平均 乗車人員 | 出處    |
| ------ | ---------------- | ------- |
| 2003年 | 550              | [ 17 ]  |
| 2004年 | 550              | [ 18 ]  |
| 2005年 | 510              | [ 19 ]  |
| 2006年 | 490              | [ 19 ]  |
| 2007年 | 480              | [ 19 ]  |
| 2008年 | 520              | [ 19 ]  |
| 2009年 | 530              | [ 19 ]  |
| 2010年 | 550              | [ 19 ]  |
| 2011年 | 590              | [ 19 ]  |
| 2012年 | 625              | [ 19 ]  |
| 2013年 | 653              | [ 19 ]  |
| 2014年 | 631              | [ 19 ]  |
| 2015年 | 744              | [ 19 ]  |
| 2016年 | 731              | [ 20 ]  |
| 2017年 | 713              | [ 21 ]  |
| 2018年 | 674              | [ 22 ]  |
| 2019年 | 663              | [ * 1 ] |
| 2020年 | 589              | [ 23 ]  |
| 2021年 | 570              | [ 23 ]  |
| 2022年 | 611              | [ 23 ]  |

## 相鄰車站
北海道旅客鐵道
■室蘭本線
■特急「北斗」2、4、21號
通過
■特急「北斗」（除2、4、21號）、「鈴蘭」
登別 (H28) - 白老 (H23) - 苫小牧 (H18)
■普通列車
萩野 (H24) - 白老 (H23) - 社台 (H22)

## 外部連結
- JR北海道白老站官方網頁 （页面存档备份，存于）